# Fernando Sanford
Fernando Sanford (Franklin Grove, Illinois, 12 de fevereiro de 1854 - Santa Clara, Califórnia, 21 de maio de 1948) foi um físico e professor universitário americano. Ele era um dos 22 "pioneiros docentes" da Universidade Stanford, onde lecionou até sua aposentadoria, em 1919.
Foi o fundador e primeiro presidente da Associação de Ciências de Stanford, sendo um dos primeiros incentivadores da utilização de laboratórios para universitários. Ele também ajudou a formular os requisitos de entrada para Stanford.

## Obras
- Elements of Physics (publicado em 1902)[3]
- The Scientific Method And Its Limitations (1899)
- The Electrical Charges of Atoms and Ions (1919)
- A Physical Theory of Electrification
- How To Study; Illustrated Through Physics.[4]